# Сарда (річка)
Сарда (англ. Sarda в Індії) або Махакалі (англ. Mahakali в Непалі) — річка в Індії і Непалі, притока Ґхаґхари. За Суґаульським договором по річці пройшов кордон між Непалом та Ост-Індською компанією, зараз Індією.

## ГЕС
На річці розташовано ГЕС Панчешвар (будується) та ГЕС Танакпур.
| Річка | Це незавершена стаття про річку. Ви можете допомогти проєкту, виправивши або дописавши її. |

| Індія | Це незавершена стаття з географії Індії. Ви можете допомогти проєкту, виправивши або дописавши її. |

| Непал | Це незавершена стаття з географії Непалу. Ви можете допомогти проєкту, виправивши або дописавши її. |